# Iugăr
Iugărul (în latină iugerum; în germană Joch, în maghiară hold ), cunoscut și ca pogon, este o unitate de măsură pentru suprafețe agrare (nefiind standard SI), folosit și azi în Quebec, în unele zone ale SUA, de exemplu Alabama, Arkansas, Florida, Louisiana franceză, Mississippi, Missouri. 
Se consideră că un iugăr este suprafața pe care o ară doi boi într-o zi.
A fost folosit ca unitate de măsură și în Transilvania, un iugăr transilvănean era egal cu 0,5775 de hectare.
În Moldova, ¼ dintr-un pogon se numea firtă.

## Alte sensuri folosite în Transilvania
- iugăr cadastral (1600 stânjeni pătrați; 57,54 ari = 0,5754 ha) - în Germania de Sud și Austria Joch[5] (0,33 sau 0,35 ha respectiv 0,5755 ha), în Elveția Juchart[6] (0,36 ha)
- iugăr regal (2347 stânjeni pătrați; 84,4 ari)
- iugăr mic (1000 stânjeni pătrați) - Ținutul Secuiesc)
- iugăr maghiar (1200 stânjeni pătrați; numai la teren arabil)

În baza Legii pentru aplicarea Sistemului Metric de măsuri și greutăți, adoptată în România la 28 februarie 1875, pentru a transforma un număr de pogoane în hectare, de exemplu, se înmulțește acel număr cu 5012 și apoi se împarte acel număr cu 10 000; spre exemplu 158 pogoane se transformă în hectare înmulțind 158 cu 5012, ceea ce dă 791 896 și împărțind cu 10 000, rezultă 79 hectare și 18,96 ari.